# Державний кордон Філіппін

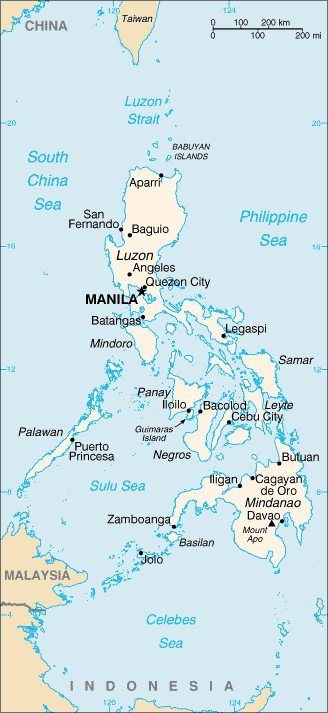
Карта Філіппін

Державний кордон Філіппін — державний кордон, лінія на поверхні Землі та вертикальна поверхня, що проходить по цій лінії, що визначають межі державного суверенітету Філіппін над власними територією, водами, природними ресурсами в них і повітряним простором над ними. Філіппіни не мають сухопутного державного кордону.

## Морські кордони

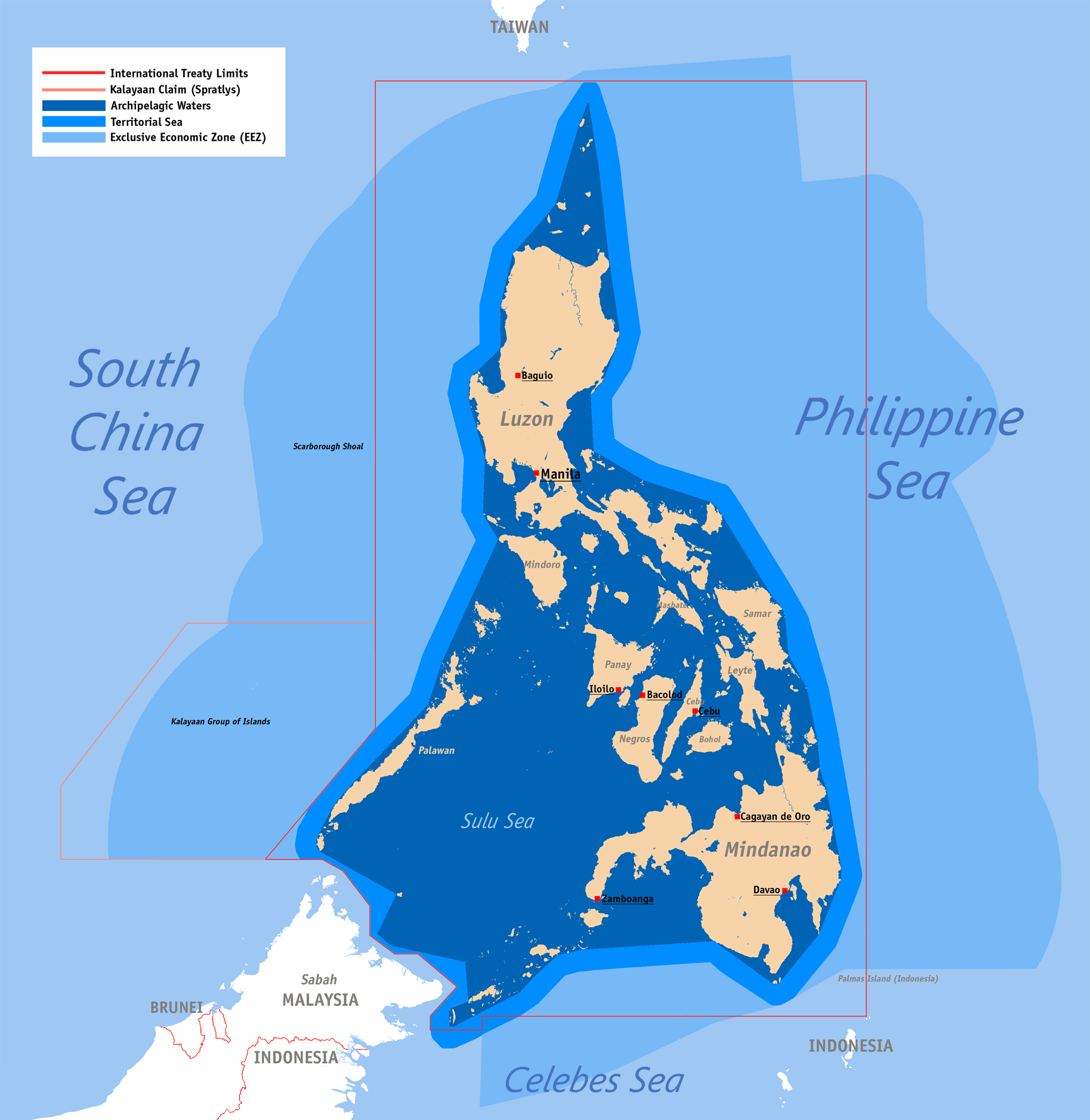
Морські кордони Філіппін

Філіппіни на заході омиваються водами Південнокитайського моря, на сході — Філіппінського, на південному заході — водами моря Сулу, на півдні — моря Сулавесі Тихого океану. Філіппіни займають територію, яка тягнеться з півночі на південь на 1850 км. Архіпелаг знаходиться на відстані близько 800 км від материка, на півночі від нього острів Тайвань, на південний захід — острів Калімантан Малайського архіпелагу (Індонезія). Загальна довжина морського узбережжя 36,29 тис. км. Згідно з Конвенцією Організації Об'єднаних Націй з морського права (UNCLOS) 1982 року, протяжність територіальних вод країни встановлено в 100 морських миль від прямих ліній архіпелажних вод (межі яких було визначено договором 1898 року, продовжено в Південнокитайське море наприкінці 1970-х років на 285 морських миль. Виключна економічна зона встановлена на відстань 200 морських миль (370,4 км)від узбережжя. Континентальний шельф — до глибини можливої експлуатації.

## Спірні ділянки кордону

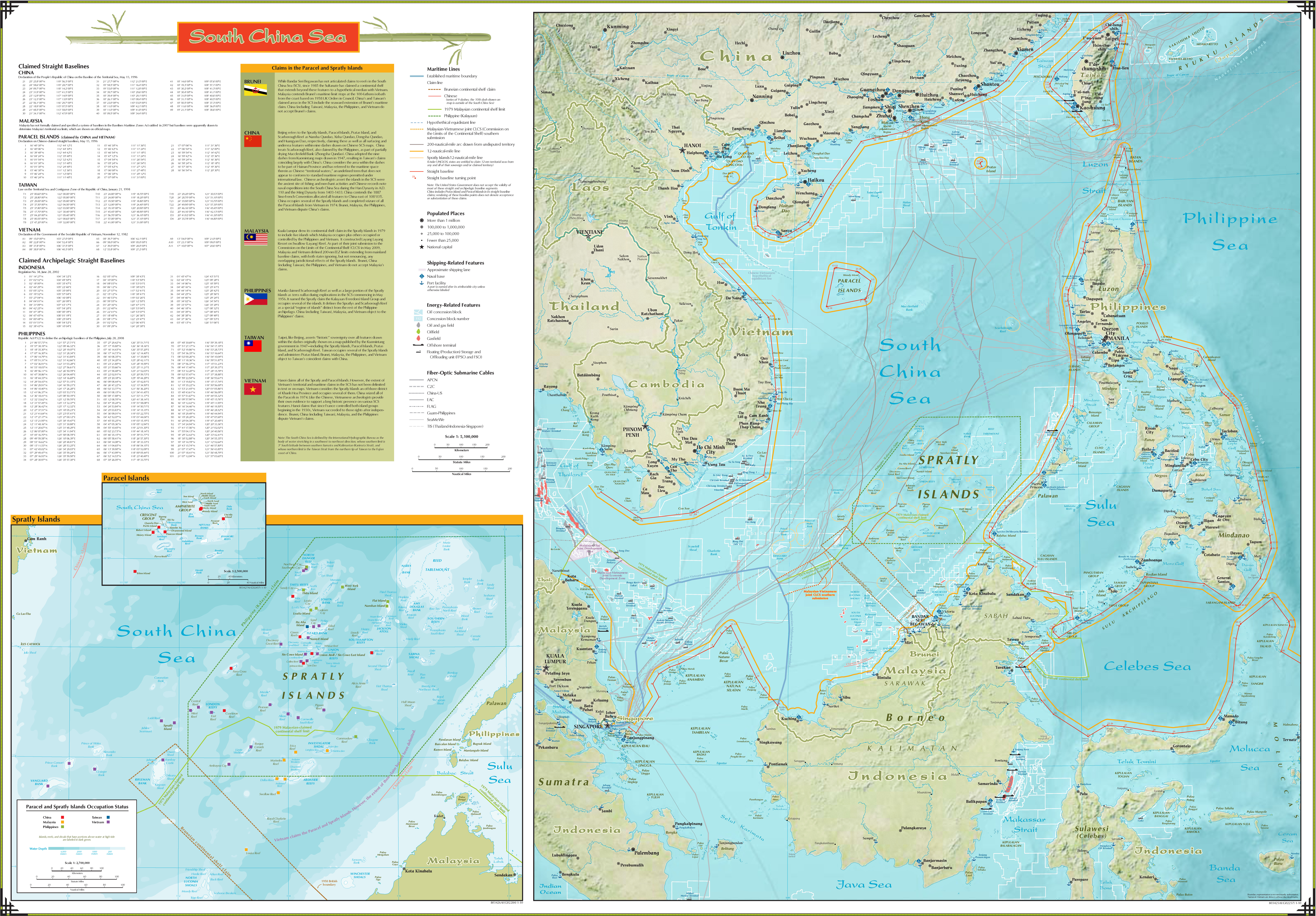
Територіальні претензії країн у Південнокитайському морі